# Tomasz Mruczkowski
Tomasz Leszek Mruczkowski (ur. 3 czerwca 1966 w Gdańsku) – wioślarz, wicemistrz
świata w dwójce ze sternikiem z roku 1991.

## Życiorys
Brał trzykrotnie udział w Mistrzostwach Świata startując w konkurencjach: dwójka ze sternikiem (1991), ósemka (1993) oraz dwójka bez sternika (1994). Największy sukces – drugie miejsce – odniósł w 1991 r. w MŚ Wiedniu razem z Piotrem Bastą i Bartoszem Srogą (sternik). Ta sama osada wywalczyła 7. miejsce startując w IO Barcelona 1992. Były to ostatnie igrzyska olimpijskie, na których program regat wioślarskich obejmował konkurencję dwójki ze sternikiem.